# Salvatore Bianchi (architetto)
Salvatore Bianchi (Roma, 1821 – Roma, 1º dicembre 1884) è stato un architetto italiano.

## Biografia

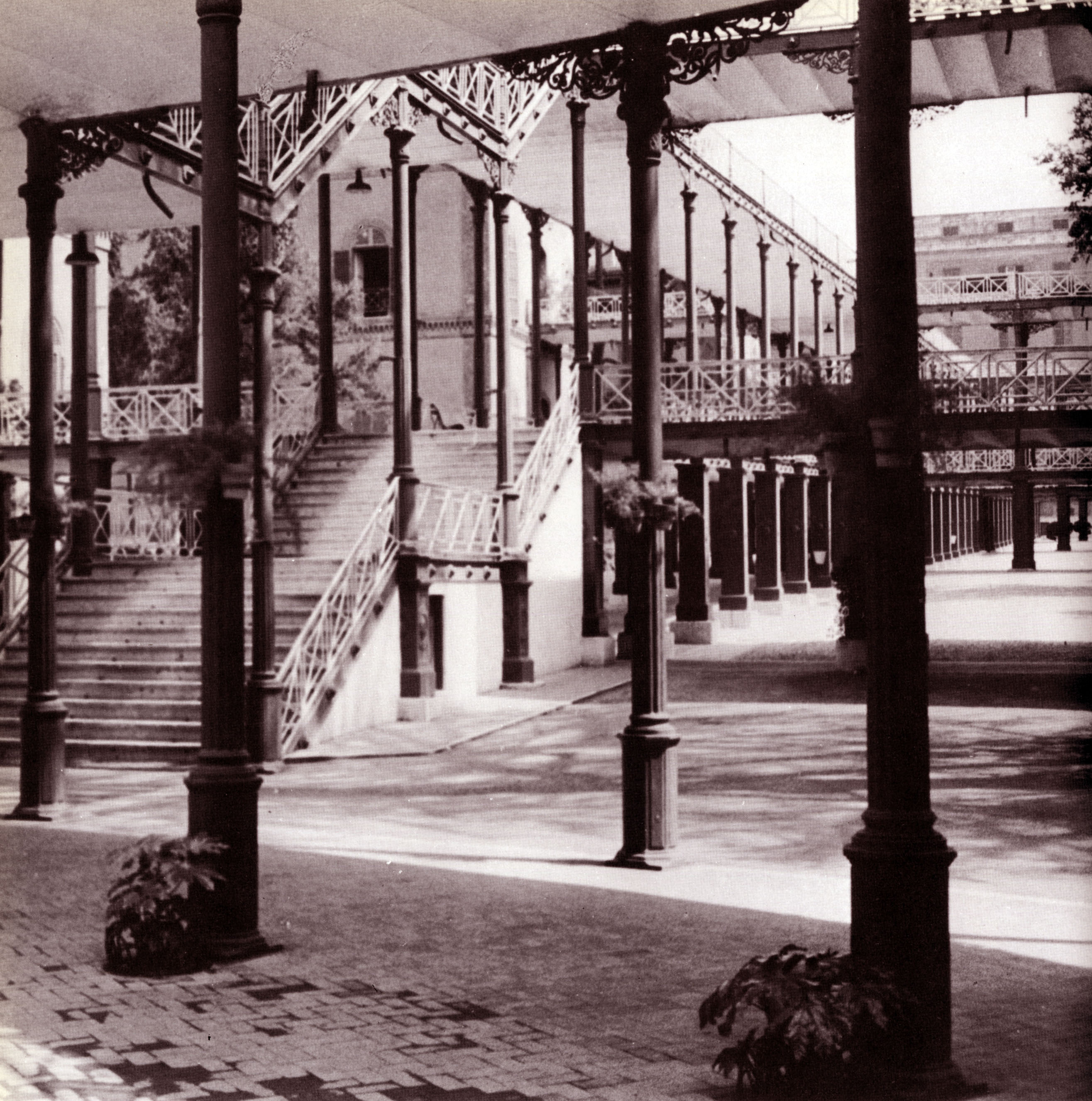
Ospedale militare del Celio a Roma

Nato da nobile famiglia, si appassionò agli studi di architettura e nella cultura arretrata della Roma papale diventò un anticipatore, introducendo l'utilizzo del ferro nell'edificio della Nuova Stazione Termini (che era in legno) e nell'Ospedale militare del Celio.
Il suo progetto per la Nuova Stazione Termini fu scelto dal Papa Pio IX nel 1869 tra quelli presentati benché fosse in apparenza sovradimensionato per le esigenze di una piccola città come Roma dell'epoca che aveva solo 180 000 abitanti. La caduta del dominio temporale dei papi era tuttavia incombente, ed erano già cominciate, in città, le grandi manovre immobiliari di monsignor Francesco Saverio de Mérode, principale sostenitore del progetto. I lavori iniziarono quindi quello stesso anno, e terminarono nel 1874 sotto il Regno d'Italia.